# Denden
Pour les articles homonymes, voir Den Den.
Ne doit pas être confondu avec Denden (chanteuse).
Denden (でんでん, Denden), né le 23 janvier 1950 à Chikushino (préfecture de Fukuoka, au Japon), est un acteur japonais. Il est apparu dans plus de cent films depuis 1981.

## Biographie
En Occident, il est principalement connu pour sa collaboration avec Sono Sion, pour qui il endosse des personnages sombres comme dans Cold Fish ou Himizu.

## Filmographie partielle

### Années 1980
- 1981 : No yohna mono : Shinsui

### Années 1990
- 1991 : Kimi no na wa
- 1991 : Taiheiki
- 1992 : Taxi Driver no Suiri Nisshi 1
- 1992 : Za Chugaku kyoshi
- 1994 : Kowagaru hitobito : Man of company
- 1995 : Hachidai shôgun Yôshimune
- 1995 : Oishinbo 2
- 1997 : Cure : Oida
- 1997 : Kaseifu ha mita
- 1998 : Anrakkî monkî
- 1998 : Nanase futatabi chônôryokusha kanzen massatsu
- 1998 : Rabu retâ
- 1999 : Godzilla 2000
- 1999 : Keizoku
- 1999 : Teppen

### Années 2000
- 2000 : Eureka : Yoshida
- 2000 : Hakata Movie : Chinchiromai
- 2000 : Ju-on
- 2000 : Ju-on 2 : Yoshikawa (segment "Kamio")
- 2000 : Kyôtarô Nishimura's Travel Mystery 34
- 2000 : Spiral (Uzumaki): Officer Futada
- 2001 : Oboreru sakana
- 2001 : Red Shadow : Akakage : Bonnobei
- 2001 : Zeimu Chôsakan Madogiwa Tarô no Jikenbo 6
- 2002 : Ai to seishun no takarazuka - koi yorimo inochi yorimo
- 2002 : Tasogare ryuuseigun hoshi no retaurant
- 2003 : Kantoku kansen
- 2004 : Onna no naka no futatsu no kao
- 2004 : Pika**nchi Life Is Hard Dakara Happy
- 2004 : Yeokdosan
- 2005 : DV : Domestic Violence
- 2005 : Furyo shonen no yume
- 2005 : Ima ai ni yukimasu
- 2005 : Yuki ni negau koto : Tamotsu Fujimaki
- 2006 : Koisuru tomato kumainkanaba (Love Tomato)
- 2006 : Mizuchi
- 2007 : Dororo : Praying Père
- 2007 : Kyôto chiken no onna
- 2007 : Onsen maruhi daisakusen !4: Noto hantô Wajima onsen wo meguru kyûkyoku no zuwaigani to dentô no waza Wajima-nuri no bi ni kakusareta renzoku satsujin no nazo !
- 2007 : Sasurai shochô Kazama Shô'hei 6 : Sanuki Konpira satsujin jiken
- 2007 : Ten to sen
- 2007 : Yaneura no sanposha
- 2008 : Asahiyama dôbutsuen : Pengin ga sora o tobu
- 2008 : Gou-Gou datte neko de aru : Kajiwara
- 2008 : Ikigami, préavis de mort
- 2008 : Kabei: Our Mother
- 2008 : Kujira to medaka
- 2008 : Climber's High (クライマーズ・ハイ, Kuraimāzu hai?) de Masato Harada : Masao Kamejima
- 2008 : Tokyo Sonata
- 2009 : Chanto tsutaeru : Tanaka
- 2009 : Ierō Kiddo : Boxing gym owner
- 2009 : Kanikōsen  : Monk
- 2009 : Shinya shokudô
- 2009 : Yukemuri sunaipâ

### Années 2010
- 2010 : Cold Fish (冷たい熱帯魚, Tsumetai Nettaigyo?) de Sion Sono : Yukio Murata
- 2010 : Villain (悪人, Akunin?) de Lee Sang-il : un chauffeur de taxi
- 2010 : Bôizu on za ran : Tanaka
- 2010 : Chîmu bachisuta no eikô
- 2010 : Furîtâ, ie wo kau
- 2010 : Genya
- 2010 : Kokô no mesu
- 2010 : Moteki
- 2010 : Natsu no koi wa nijiiro ni kagayaku
- 2010 : Sakuya kono hana
- 2010 : Tsuki to uso to satsujin
- 2011 : Control : Hanzai shinri sousa
- 2011 : Cut : Takagaki
- 2011 : Fuyu no sakura
- 2011 : Himizu : Kaneko
- 2011 : Inukai san chi no inu
- 2011 : Inukai san chi no inu
- 2011 : Kamisama no karute : Ohmura
- 2011 : Ooshikamura soudouki : Ichiro Asakawagen
- 2011 : Shiniyuku tsuma tono tabiji
- 2011 : Soredemo, ikite yuku
- 2011 : Suzuki sensei
- 2011 : Ôki-ke no tanoshii ryokô : Shinkon jigoku-hen
- 2012 : 37 sai de isha ni natta boku : kenshûi junjô monogatari
- 2012 : Beautiful Rain
- 2012 : Gekijouban SPEC : Ten : Kenzo ichiyanagi
- 2012 : Himawari to koinu no 7-kakan : Yasuoka
- 2012 : Like Someone in Love : Hiroshi
- 2012 : Mada, ningen
- 2012 : Môsô sôsa : Kuwagata Kôichi junkyôju no stylish na seikatsu
- 2012 : SPEC ~Keishichou Kouanbu Kouan Daigoka Mishou Jiken Tokubetsu Taisakugakari Jikenbo~ Shou
- 2012 : Sono yoru no samurai : Susumu Sato
- 2012 : Sougiya Matsuko no jikenbo
- 2012 : The Land of Hope : Ken suzuki
- 2012 : Yukemuri Sniper : Oshôgatsu Special 2012
- 2013 : A Better Tomorrow
- 2013 : Amachan
- 2013 : Dandarin : rôdô kijun kantokukan
- 2013 : Jigoku de naze warui : Shopkeeper
- 2013 : Keshigomuya
- 2013 : Kiyosu kaigi : Maeda Gen'i
- 2013 : Namonaki Doku
- 2013 : Niryû shôsetsuka : Shiriarisuto
- 2013 : Ren jian zheng fa : Hirai Tadao
- 2013 : Return : Police Détective
- 2013 : Sake-Bomb : Masa
- 2013 : Sakura hime : Seigen
- 2013 : Suzuki sensei : Kawano
- 2013 : Taiyô no Wana
- 2013 : Take Five : Oretachi wa ai o nusumeruka
- 2013 : Tokyo teyande
- 2014 : 55 Sai Kara No Hello Life
- 2014 : Can & Sulochan
- 2014 : Jajji !
- 2014 : Kamiya Genjirô Torimono Hikae
- 2014 : Killers : Oyaji / Père at Jukai
- 2014 : Kinkyû Torishirabeshitsu
- 2014 : Kiri no Hata
- 2014 : Nobunaga Concerto
- 2014 : Pikanchi Half: Life is Hard Tabun Happy
- 2014 : TEAM - Keishichô Tokubetsu Sôsa Honbu
- 2014 : The Long Goodbye
- 2014 : Tokusô
- 2014 : Tokyo Tribe : Daishisai
- 2014 : Zero no shinjitsu : Kansatsui Matsumoto Mao
- 2015 : Dakara Kôya
- 2015 : Dokonjô gaeru
- 2015 : Gesu no ai : Kida
- 2015 : Kakekomi onna to kakedashi otoko : Shunsui Tamenaga
- 2015 : Kazoku gokko
- 2015 : Keiji Shichinin
- 2015 : Kinkyû Torishirabeshitsu : Onna Tomodachi
- 2015 : Maesutoro !
- 2015 : Rokuyon
- 2015 : Sanbiki no ossan
- 2015 : Totsuki Tôka no Shinkaron
- 2015 : Yakuza Apocalypse : Hougan
- 2015 : Yamegoku : Yakuza yamete itadakimasu
- 2016 : A Super Introduction to Rakugo the Movie
- 2016 : Boku ga inochi wo itadaita mikkakan
- 2016 : Disutorakushon beibîzu
- 2016 : Hiru no Sento Zake
- 2016 : Iyana onna
- 2016 : Kodoku no Gurume Special !Tôhoku Miyagi Shucchô hen
- 2016 : Nigeru onna
- 2016 : No yôna mono no yôna mono
- 2016 : Sogeki
- 2016 : Tatara Samurai
- 2017 : 1942 nen no Play Ball
- 2017 : Ah, kôya : Baba
- 2017 : Ah, kôya 2 : Baba
- 2017 : Cheisu Dai 1 Sho
- 2017 : Keishichô ikimono gakari
- 2017 : Kemonomichi : Hisaya Kida
- 2017 : Shinobi no kuni : Kai Shimoyama
- 2017 : Ueki Hitoshi to Nobosemon
- 2017 : Universal Kôkokusha - Anata no Jinsei Urikomimasu
- 2017 : We're Millennials Got a Problem ?SP
- 2018 : Fumiko no ashi

### Années 2020
- 2022 : A Man (ある男, Aru otoko?) de Kei Ishikawa : Kosuge

### À la télévision
- 2003 : Trick (série télévisée, 2 épisodes)
- 2020 : 24 Japan (série télévisée) : Josh